# Gymnastiek op de Gemenebestspelen 2010
Gymnastiek, met de disciplines ritmische gymnastiek en turnen, is een van de sporten die beoefend werden op de Gemenebestspelen 2010. De gymnastiekonderdelen vonden van 4 tot en met 14 oktober plaats in de Indhira Gandhi Arena.

## Onderdelen en programma
Er stonden twintig onderdelen op het programma. In de onderstaande tabel staan de onderdelen en de speeldata.
| Onderdeel            | 4      | 5      | 6      | 7      | 8      | 9      | 10     | 11     | 12     | 13     | 14     |
| Turnen               | Turnen | Turnen | Turnen | Turnen | Turnen | Turnen | Turnen | Turnen | Turnen | Turnen | Turnen |
| -------------------- | ------ | ------ | ------ | ------ | ------ | ------ | ------ | ------ | ------ | ------ | ------ |
| brug (m)             |        |        |        |        | ●      |        |        |        |        |        |        |
| paard (m)            |        |        |        | ●      |        |        |        |        |        |        |        |
| rekstok (m)          |        |        |        |        | ●      |        |        |        |        |        |        |
| ringen (m)           |        |        |        | ●      |        |        |        |        |        |        |        |
| sprong (m)           |        |        |        |        | ●      |        |        |        |        |        |        |
| vloer (m)            |        |        |        | ●      |        |        |        |        |        |        |        |
| meerkamp (m)         |        |        | ●      |        |        |        |        |        |        |        |        |
| meerkamp team (m)    | ●      |        |        |        |        |        |        |        |        |        |        |
|                      |        |        |        |        |        |        |        |        |        |        |        |
| balk (v)             |        |        |        |        | ●      |        |        |        |        |        |        |
| brug ongelijk (v)    |        |        |        | ●      |        |        |        |        |        |        |        |
| sprong (v)           |        |        |        | ●      |        |        |        |        |        |        |        |
| vloer (v)            |        |        |        |        | ●      |        |        |        |        |        |        |
| meerkamp (v)         |        |        | ●      |        |        |        |        |        |        |        |        |
| meerkamp team (v)    |        | ●      |        |        |        |        |        |        |        |        |        |
| Ritmische gymnastiek |        |        |        |        |        |        |        |        |        |        |        |
| bal (v)              |        |        |        |        |        |        |        |        |        |        | ●      |
| hoepel (v)           |        |        |        |        |        |        |        |        |        |        | ●      |
| lint (v)             |        |        |        |        |        |        |        |        |        |        | ●      |
| touw (v)             |        |        |        |        |        |        |        |        |        |        | ●      |
| meerkamp (v)         |        |        |        |        |        |        |        |        |        | ●      |        |
| meerkamp team (v)    |        |        |        |        |        |        |        |        | ●      |        |        |

## Medailles

### Medaillewinnaars

#### Mannen
| Onderdeel     | Goud                                                                               | Goud | Zilver                                                             | Zilver | Brons                                                            | Brons |
| ------------- | ---------------------------------------------------------------------------------- | ---- | ------------------------------------------------------------------ | ------ | ---------------------------------------------------------------- | ----- |
| brug          | Joshua Jefferis                                                                    | AUS  | Luke Folwell                                                       | ENG    | Prashanth Sellathurai                                            | AUS   |
| paard         | Prashanth Sellathurai                                                              | AUS  | Max Whitlock                                                       | ENG    | Jonathan Chan Tuang Tong                                         | SGP   |
| rekstok       | Dimitris Krasias                                                                   | CYP  | Anderson Loran                                                     | CAN    | Max Whitlock                                                     | ENG   |
| ringen        | Samuel Offord                                                                      | AUS  | Luke Folwell                                                       | ENG    | Herodotos Giorgallas                                             | CYP   |
| vloer         | Thomas Pichler                                                                     | AUS  | Reiss Beckford                                                     | ENG    | Ashish Kumar                                                     | IND   |
| sprong        | Luke Folwell                                                                       | ENG  | Ashish Kumar                                                       | IND    | Ian Galvan                                                       | CAN   |
| meerkamp      | Luke Folwell                                                                       | ENG  | Reiss Beckford                                                     | ENG    | Joshua Jefferis                                                  | AUS   |
| meerkamp team | Samuel Offord Joshua Jefferis Thomas Pichler Luke Wiwatowski Prashanth Sellathurai | AUS  | Max Whitlock Luke Folwell Danny Lawrence Reiss Beckford Steve Jehu | ENG    | Jason Scott Robert Watson Tariq Dowers Anderson Loran Ian Galvan | CAN   |

#### Vrouwen
| Onderdeel            | Goud                                                                         | Goud   | Zilver                                                                 | Zilver | Brons                                                                               | Brons  |
| Turnen               | Turnen                                                                       | Turnen | Turnen                                                                 | Turnen | Turnen                                                                              | Turnen |
| -------------------- | ---------------------------------------------------------------------------- | ------ | ---------------------------------------------------------------------- | ------ | ----------------------------------------------------------------------------------- | ------ |
| balk                 | Lauren Mitchell                                                              | AUS    | Heem Wee                                                               | SGP    | Cynthia Lemieux-Guillemette                                                         | CAN    |
| brug ongelijk        | Lauren Mitchell                                                              | AUS    | Georgia Bonora                                                         | AUS    | Cynthia Lemieux-Guillemette                                                         | CAN    |
| sprong               | Imogen Cairns                                                                | ENG    | Jennifer Mbali Khwela                                                  | RSA    | Gabby May                                                                           | CAN    |
| vloer                | Imogen Cairns                                                                | ENG    | Lauren Mitchell                                                        | AUS    | Ashleigh Brennan                                                                    | AUS    |
| meerkamp             | Lauren Mitchell                                                              | AUS    | Emily Little                                                           | AUS    | Georgia Bonora                                                                      | AUS    |
| meerkamp team        | Emily Little Ashleigh Brennan Georgia Bonora Lauren Mitchell Georgia Wheeler | AUS    | Charlotte Lindsley Laura Edwards Jocelyn Hunt Imogen Cairns Becky Wing | ENG    | Gabby May Cynthia Lemieux-Guillemette Kristin Klarenbach Emma Willis Catherine Dion | CAN    |
| Ritmische gymnastiek |                                                                              |        |                                                                        |        |                                                                                     |        |
| bal                  | Naazmi Johnston                                                              | AUS    | Elaine Koon                                                            | MAS    | Chrystalleni Trikomiti                                                              | CYP    |
| hoepel               | Elaine Koon                                                                  | MAS    | Francesca Jones                                                        | WAL    | Chrystalleni Trikomiti                                                              | CYP    |
| lint                 | Chrystalleni Trikomiti                                                       | CYP    | Naazmi Johnston                                                        | AUS    | Elaine Koon                                                                         | MAS    |
| touw                 | Chrystalleni Trikomiti                                                       | CYP    | Naazmi Johnston                                                        | AUS    | Elaine Koon                                                                         | MAS    |
| meerkamp             | Naazmi Johnston                                                              | AUS    | Chrystalleni Trikomiti                                                 | CYP    | Elaine Koon                                                                         | MAS    |
| meerkamp team        | Naazmi Johnston Janine Murray Danielle Prince                                | AUS    | Mariam Chamilova Demetra Mantcheva Alexandra Martincek                 | CAN    | Rachel Ennis Francesca Fox Lynne Hutchison                                          | ENG    |

### Medaillespiegel
| Plaats | Land        | Goud | Zilver | Brons | Totaal |
| 1      | Australië   | 12   | 5      | 4     | 21     |
| 2      | Engeland    | 4    | 7      | 2     | 13     |
| 3      | Cyprus      | 3    | 1      | 3     | 7      |
| 4      | Maleisië    | 1    | 1      | 3     | 5      |
| 5      | Canada      | 0    | 2      | 6     | 8      |
| 6      | India       | 0    | 1      | 1     | 2      |
| 6      | Singapore   | 0    | 1      | 1     | 2      |
| 8      | Wales       | 0    | 1      | 0     | 1      |
| 8      | Zuid-Afrika | 0    | 1      | 0     | 1      |
| Totaal | Totaal      | 20   | 20     | 20    | 60     |

Atletiek · Badminton · Boksen · Boogschieten · Bowls · Gewichtheffen · Gymnastiek · Hockey · Netball · Rugby sevens · Schietsport · Schoonspringen · Squash · Synchroonzwemmen · Tafeltennis · Tennis · Wielersport · Worstelen · Zwemmen